# Mohamed Magdy (natation)
Pour les articles homonymes, voir Mohamed Magdy.
Mohamed Magdy (en arabe : محمد مجدى), né en 1988, est un nageur égyptien.

## Carrière
Mohamed Magdy est médaillé d'or du 800 mètres nage libre, médaillé d'argent du 1 500 mètres nage libre et médaillé de bronze du 400 mètres nage libre ainsi que du 4 x 200 mètres nage libre aux Championnats d'Afrique de natation 2006 à Dakar.